# Krigsåret 1977

## Pågående krig
- Kambodjansk-vietnamesiska kriget (1977-1979)[1]
  - Kambodja under de röda khmererna på ena sidan
  - Vietnam på andra sidan

## Händelser

### Februari
- 25 februari - USA minskar sina militära bistånd till Argentina, Uruguay och Etiopien.[2]

### April
- 6 april - Marjajyoun i Libanon beskjuts med tungt artilleri och raketer av libanesiska vänsterstyrkor och palestinska gerillagrupper.[2]

### Maj
- 29 maj - Rhodesia angriper Moçambique och ockuperar staden Mapai, som anses vara högkvarter för gerillastyrkor.[2]

### Juli
- 25 juli
  - Efter fyra dagars intensiva strider uppe i luften och nere på marken mellan Egypten och Libyen beordrar Egyptens president Anwar Sadat om eldupphör.[2]
  - Somalia anklagar Etiopien för att ha inlett direkt angreppskrig i Ogadenkonflikten.[2]

### September
- 17 september - Etiopien  mobiliserar "alla vuxna, stridsdugliga etiopier".[2]
- 21 september - NATO avbryter sin höstmanöver Reforger 77 efter flera svåra olyckshändelser.[2]
- 26 september - Israel drar, efter preliminär överenskommelse om eldupphör, tillbaka alla styrkor från södra Libanon.[2]

### November
- 9 november - Israels luftstridskrafter angriper mål djupt inne i Libanon. Enligt libanesiska och palestinska uppgifter dödas hundratalet personer, och lika många skadas.[2]

### December
- 22 december - Lennart Ljung utnämns till Sveriges nye ÖB.[2]
- 26 - I Ismailiya i Egypten träffas Egyptens president Anwar Sadat och Israels premiärminister Menachem Begin på ett möte för att diskutera fred mellan Egypten och Israel.[2]
- 29 december - Häftiga gränsstrider, med cirka 20 000 man inblandade, mellan Vietnam och Kampuchea rapporteras vid den så kallade "Papegojnäbben".[2]
- 31 - Vietnam invaderar Kambodja.

## Avlidna
- 26 juli - Olof Thörnell, svensk överbefälhavare 1939–1944.[2]

### Fotnoter
1. ↑  ”Chronological List of All Wars”. Arkiverad från originalet den 9 oktober 2014. https://web.archive.org/web/20141009082543/http://www.correlatesofwar.org/COW2%20Data/WarData_NEW/WarList_NEW.pdf. Läst 29 juni 2011.
2. 1 2 3 4 5 6 7 8 9 10 11 12 13   Horisont 1977. Bertmarks